# Parkesburg
Parkesburg es un borough ubicado en el condado de Chester en el estado estadounidense de Pensilvania. En el año 2000 tenía una población de 3373 habitantes y una densidad poblacional de 1045 personas por km².

## Geografía
Parkesburg se encuentra ubicado en las coordenadas 39°57′33″N 75°55′14″O / 39.95917, -75.92056.

## Demografía
Según la Oficina del Censo en 2000 los ingresos medios por hogar en la localidad eran de $44 934 y los ingresos medios por familia eran $55 726. Los hombres tenían unos ingresos medios de $38 482 frente a los $28 262 para las mujeres. La renta per cápita para la localidad era de $19 080. Alrededor del 7,5% de la población estaba por debajo del umbral de pobreza.